# Association française d'études européennes
L'Association française d'études européennes (AFÉE, anciennement CEDECE pour Commission pour l'étude de la communauté européenne) est une association scientifique française créée en 1965, réunissant des universitaires, des chercheurs mais aussi des personnalités extérieures intéressées par les problématiques liées à la construction européenne, dont elle est lieu naturel de rencontre et d'échanges.
L'AFÉE entretient des relations étroites avec la Commission européenne et fait partie du réseau ECSA (European Community Studies Association) Europe et ECSA-World qui regroupent les associations d'études européennes des pays membres de l'Union et les associations d'un grand nombre de pays tiers.

## Création
L'AFÉE, sous son ancienne dénomination Commission pour l’étude des Communautés européennes (CEDECE) est considérée comme la première association de professeurs dans ce domaine. Elle répond à une suggestion d’Émile Noël, le secrétaire général de la Commission, adressée fin 1964 au professeur Pierre-Henri Teitgen. Fidèle à son approche, Émile Noël aurait souligné l’intérêt d’une rencontre avec les autres professeurs français engagés dans ces nouvelles études européennes, et d’une formule qui leur donnerait une visibilité auprès des collègues et du monde universitaire extérieur. Les quelque trente professeurs de droit et d’économie qui se réunirent dans les mois qui suivirent, décidèrent alors de créer l'association, la CEDECE.

## Prix de thèse
L'association organise le prix de Thèse Pierre-Henri Teitgen, visant à récompenser chaque année, une thèse de doctorat en droit en langue française, qui contribue à l’amélioration des connaissances relatives à l’intégration européenne.